# Network Control Program (IBM)
Pour le protocole d'Arpanet, voir Network Control Program (Arpanet).
Le Network Control Program (NCP) est un logiciel autonome exécuté par l'unité de communication associé à l'ordinateur central. Il assure la gestion de l'ensemble des liaisons avec les stations et terminaux ainsi que les communications éventuelles avec d'autres mainframes. 
Il date des années 1980 et s'intègre à l'architecture SNA d'IBM.
Exemples d'unités de communications : IBM 3705, IBM 3745